# Amathia tertia
Amathia tertia is een mosdiertjessoort uit de familie van de Vesiculariidae. De wetenschappelijke naam van de soort is, als Bowerbankia tertia, voor het eerst geldig gepubliceerd in 2012 door Winston & Hayward.